# Coupe du Tchad
La Coupe du Tchad è la coppa nazionale calcistica del Ciad. Fondata nel 1973, è organizzata dalla Federazione calcistica del Ciad.

## Albo d'oro
- 1973:  Gazelle (N'Djaména)
- 1974:  Gazelle (N'Djaména)
- 1975-78: Sconosciuto
- 1979-86: Non giocata
- 1987: Sconosciuto
- 1988:  Elect Sport N'Djamena (N'Djaména)
- 1989:  Tourbillon (N'Djaména)
- 1990:  Renaissance (N'Djaména)
- 1991:  Postel 2000 (N'Djaména) 1-0  AS Coton Chad (N'Djaména)
- 1992:  Massinya (Massénya) 2-0 Boussa
- 1993:  Renaissance (Abéché) (Abéché) 3-2  Elect Sport N'Djamena
- 1994:  Renaissance (Abéché o N'Djaména)
- 1995:  AS Coton Chad (N'Djaména)
- 1996:  Renaissance (Abéché o N'Djaména)?
- 1997:  Gazelle (N'Djamena)
- 1998-1999:  AS Coton Chad (N'Djaména)
- 1999-2000:  Gazelle (N'Djaména)
- 2001:  Gazelle (N'Djaména)
- 2002: Sconosciuto
- 2003: Sconosciuto
- 2004:  Renaissance (N'Djaména)
- 2005:  Renaissance (N'Djaména)
- 2006:  Renaissance (N'Djaména)
- 2007:  Renaissance (N'Djaména)
- 2008:  Tourbillon
- 2009:  AS Coton Chad (N'Djaména) 2-0  ASBNF (Koumra)
- 2010:  Tourbillon
- 2011:  Foullah Edifice (N'Djamena)
- 2012:  Gazelle (N'Djaména)
- 2013:  Aslad Moundou (N'Djaména)
- 2014-2015:  Renaissance (N'Djaména)
- 2016-2022: non disputata

## Vittorie per squadra
| Club                 | Titoli |
| -------------------- | ------ |
| Renaissance          | 8      |
| Tourbillon           | 4      |
| Postel 2000          | 2      |
| AS Coton Chad        | 2      |
| Renaissance (Abéché) | 1      |
| Gazelle              | 1      |
| Foullah Edifice      | 1      |
| Massinya (Massénya)  | 1      |
| Aslad Moundou        | 1      |